# Aș renunța
„Aș renunța” este o manea apărută probabil la începutul anilor 2000 și făcută celebră prin preluarea ei în 2003 de către trioul Nicolae Guță, Sorina Șerban și Ștefan de la Bărbulești. Este una dintre cele mai apreciate piese interpretate de Guță..

## Interpretări

### Laura și Cristi
Piesa făcea parte din repertoriul duetului Laura și Cristi din Timișoara, însă sub această formă nu a câștigat decât un succes local. Cei doi cântăreți au fost angajați timp de mai mulți ani în restaurante din Timișoara precum GIL Hercules și Everytime; Cristi (Cristian Baba) a continuat printr-o carieră solo în genul etno, în vreme ce Laura (Laura Luchian, n. 14 martie 1978) s-a reprofilat către muzica pop-rock prin intrarea în formația Popas..

### Guță, Sorina și Ștefan
Versiunea trioului a figurat pe mai multe compilații, dar nu a intrat în discografia proprie a lui Nicolae Guță.
O variantă din care s-au eliminat secțiunile cântate de Ștefan de la Bărbulești – rămânând astfel doar vocile celor doi muzicieni amanți – a fost prezentată la postul Pro TV în cel puțin două ediții ale emisiunii Teo & Her Guests Show, moderată de prezentatoarea Teo Trandafir.
În 2004, a fost realizat un videoclip al piesei în care figurează toți cei trei cântăreți; clipul a fost produs de casa de discuri NDP Music pentru seria „Guță și muzica bună”.

## Discografie
| Titlul albumului          | Data apariției  | Interpret                                  | Casa de discuri  | Durată |
| ------------------------- | --------------- | ------------------------------------------ | ---------------- | ------ |
| Aș renunța, vol. 1        | septembrie 2003 | Nicolae Guță                               | Euromusic        | 4:12   |
| Adrian vs. Guță – House   | decembrie 2003  | Nicolae Guță                               | Big Man          | 3:33   |
| Ciao Darwin               | ianuarie 2004   | Nicolae Guță                               | NPD Music        | 4:26   |
| House of Guță             | martie 2004     | Nicolae Guță                               | Viper Production | 5:39   |
| Istoria manelelor, vol. 2 | Septembrie 2021 | N. Guță, S. Șerban și Șt. de la Bărbulești | Amma Records     | 5:06   |
| Nicolae Guță              | Octombrie 2021  | N. Guță, S. Șerban și Șt. de la Bărbulești | Amma Records     | 5:06   |
| Guță și Copilul de Aur    | Decembrie 2021  | N. Guță, S. Șerban și Șt. de la Bărbulești | Amma Records     | 5:06   |